# 皮亚韦河畔圣波洛
皮亚韦河畔圣波洛（義大利語：San Polo di Piave），或纯音译为圣波洛迪皮亚韦，是意大利威尼托大区特雷维索省的一个市镇。总面积20平方公里，人口5007人，人口密度250.4人/平方公里（2009年）。国家统计（ISTAT）代码为026074。